# Енн Дау
Енн Дау (англ. Ann Dow, 1 травня 1971) — канадська ватерполістка.
Учасниця Олімпійських Ігор 2000, 2004 років. Бронзова медалістка чемпіонатів світу 2001 і 2005 років.